# 邦克山纪念碑
邦克山纪念碑（英語：Bunker Hill Monument）是美国最早的纪念碑之一，用以纪念1775年6月17日在此发生的邦克山战役，英军与北美殖民地民兵之间的第一次重大冲突。高221英尺（67米）的花岗岩石碑竖立于1827年至1843年之间，座落在波士顿的查尔斯顿区（英語：Charlestown）。

## 历史
修建纪念碑的花岗岩来自昆西，通过专门为此修建的花岗岩铁路（Granite Railway）和驳船转运到现场。
邦克山纪念碑并不在邦克山，而是在布里德山（Breed's Hill），那里才是名副其实的邦克山战役大部分战斗确实的发生地点。纪念碑协会购买了战场遗址，在山顶完成纪念碑。
邦克山是自由之路的最后一站，也是波士顿国家历史公园的一部分。 
| 前任： 宪法号 | 在波士顿自由之路中的位置 邦克山纪念碑 | 繼任： 终点 |